# Sénye
Sénye is een plaats (község) en gemeente in het Hongaarse comitaat Zala. Sénye telt 41 inwoners (2002).